# جي بي واست-فرنسا 2012
العنوان (بالإنجليزية: 2012_GP_Ouest-France) هو سباق دراجات هوائية أقيم بتاريخ 26 أغسطس 2012، تكون السباق من 1 مراحل وامتدّ لمسافة 243 كم بسرعة 41.02 كم/س، استغرق السباق 5 ساعة 55 دقيقة 28 ثانية. فاز به النرويجي إيدفالد بواسون هاغن وحلّ ثانيا روي كوستا بينما حصل على المركز الثالث هاينريش هوسلر.

## الترتيب
| م                     | الدرّاج              | البلد    | الزمن                    |
| --------------------- | ------------------- | -------- | ------------------------ |
| الفائز بالترتيب العام | إيدفالد بواسون هاغن | النرويج  | 5 ساعة 55 دقيقة 28 ثانية |
| الثاني                | روي كوستا           | البرتغال |                          |
| الثالث                | هاينريش هوسلر       | أستراليا |                          |